# ブラッド・リトル
ブラッドリー・ジェイ・リトル（Bradley Jay Little, 1954年2月15日 - ）は、2019年1月より第33代アイダホ州知事を務めているアメリカ合衆国の政治家である。共和党員である彼は、2009年から2019年までは第42代アイダホ州副知事、2001年から2009年まではアイダホ州上院議員を務めていた。
リトルは1976年にアイダホ大学で理学士号を取得して卒業し、1980年代より公務に携わってきた。2001年に当時のアイダホ州知事のダーク・ケンプソーンからアイダホ州上院議員に任命され、8年弱その職を務めた。上院議員時代は第8選挙区と第11選挙区（2002年の区割り変更後）を代表しており、多数派議員連盟議長を務めていた。2009年に彼は、当時のアイダホ州副知事のジム・リッシュの連邦上院議員就任に伴い、ブッチ・オッター知事より副知事に任命された。
オッターが4選目を求めないことを表明した後、リトルは2018年アイダホ州知事選挙びに出馬し、民主党候補のポーレット・ジョーダンを破って当選した。2022年州知事選挙では、民主党候補のスティーヴン・ハイトと無所属候補のアモン・バンディを破り、得票率60.5%で再選された。

## 生い立ちと教育
リトルはアイダホ州エメットで生まれ育ち、1972年にエメット高校を卒業した。彼はモスコーのアイダホ大学に通い、フラタニティのファイ・デルタ・シータのアイダホ・アルファ支部に所属し、1976年にアグリビジネスでB.S.を取得した。

## キャリア

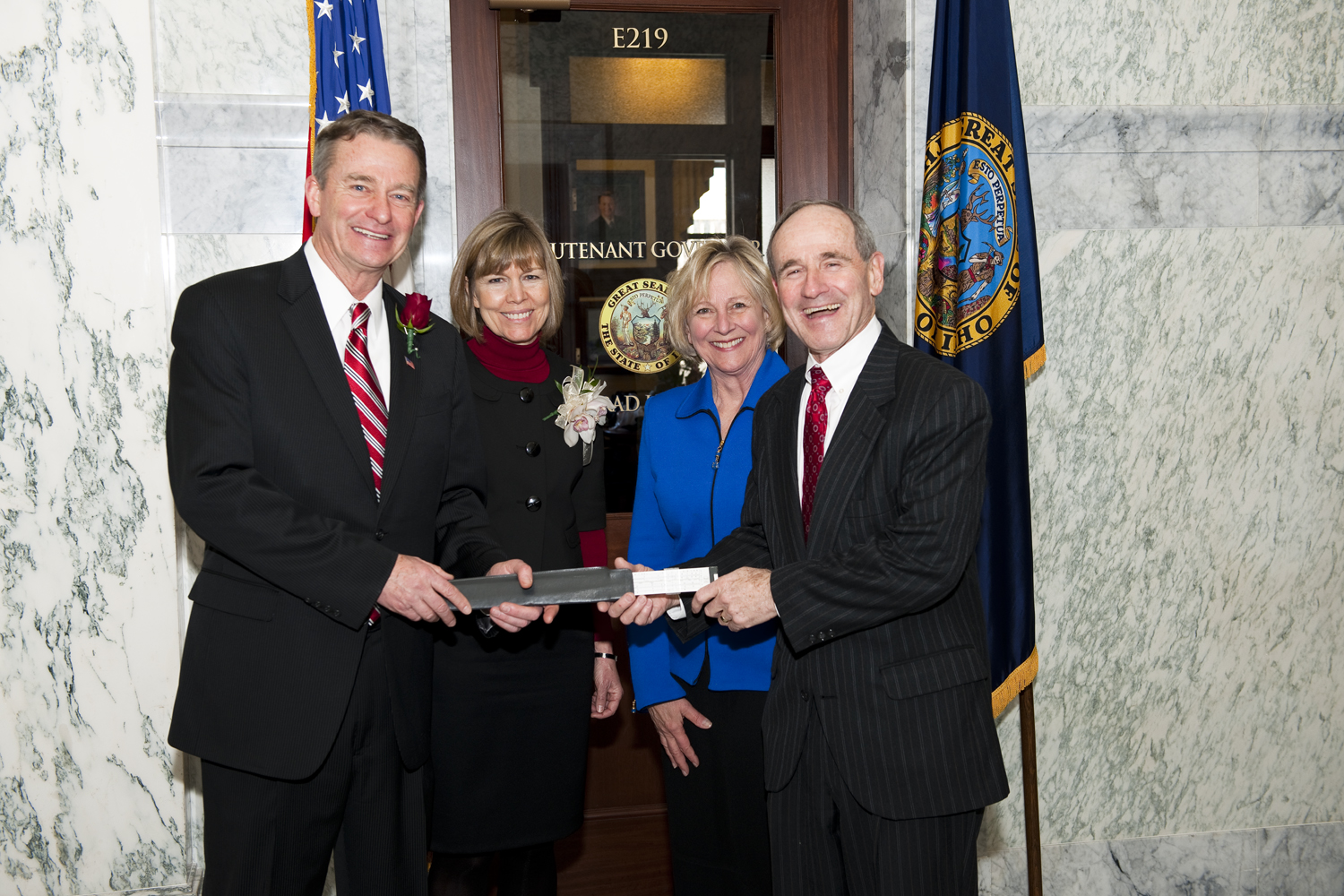
2011年の就任式でジム・リッシュ上院議員と両者の妻たちと並ぶリトル。

リトルは家業の牧場経営（祖父は「アイダホの羊王」）と公務の両面で幅広いキャリアを積んできた。1981年と1985年の議会会期中、リトルは闘病中の父のデヴィッド・リトルの代理として上院議員を務め、その間に財政委員会と資源委員会に所属した。リトルは家族が経営する牧場であるルトル・ランド・アンド・ラストストックを、2009年に副知事に就任して息子のデヴィッドが管理者となるまでのおよそ30年にわたって管理していた。2014年時点では多角的な農業・畜産経営を行うリトル・エンタープライズ社の代表やボイシを拠点とする小規模な製造会社であるパフォーマンス・デザイン社の取締役を務めていた。
リトルは、アイダホ州と西部山岳地帯に拠点を置く様々な民間組織や企業にも関わってきた。彼はアイダホ商工会（IACI）の元会長であり、1981年から2001年の20年間にわたって理事会員を務めた。リトルは他に、アイダホ・コミュニティ財団とエメット公立学校財団の元副会長であり、アイダホ・ウール生産者協会およにアイダホ大学財団の元理事でもある。さらに彼は、ハイ・カントリー・ニュース、ホーム・フェデラル・バンク（アイダホ州拠点の小規模な地方銀行で、バンク・オブ・ザ・カスケードに買収される）、アイダホ教育優秀財団の取締役会にも過去に在籍していた。

### アイダホ州上院議員 (2001年-2009年)
2001年5月にリトルは、空席となった州上院議会を埋めるためにダーク・ケンプソーン知事によって議員に任命された。彼は、エメット市周辺および北部のジェム郡の一部、ボイシ郡、バレー郡、アダムズ郡の全域、アイダホ郡の南部の一部で構成される当時の第8選挙区を代表していた。
2001年から2002年にかけての区割り変更により、リトルは2002年秋の選挙ではジェム郡全域とキャニオン郡北部（ミドルトンとパルマのコミュニティを含む）で構成される第11選挙区で出馬した。リトルは第11選挙区で州上院議員に4度当選した。リトルは2003年に共和党議員たちから多数党コーカス議長に選出され、2009年までその職を務めた。

#### 委員会
- 農業問題 (2002年)
- 資源・環境 (2002年-2009年)
- 州務 (2003年-2009年)
- 交通 (2003年-2009年)
- 経済展望
- 歳入査定

### アイダホ州副知事 (2009年-2019年)

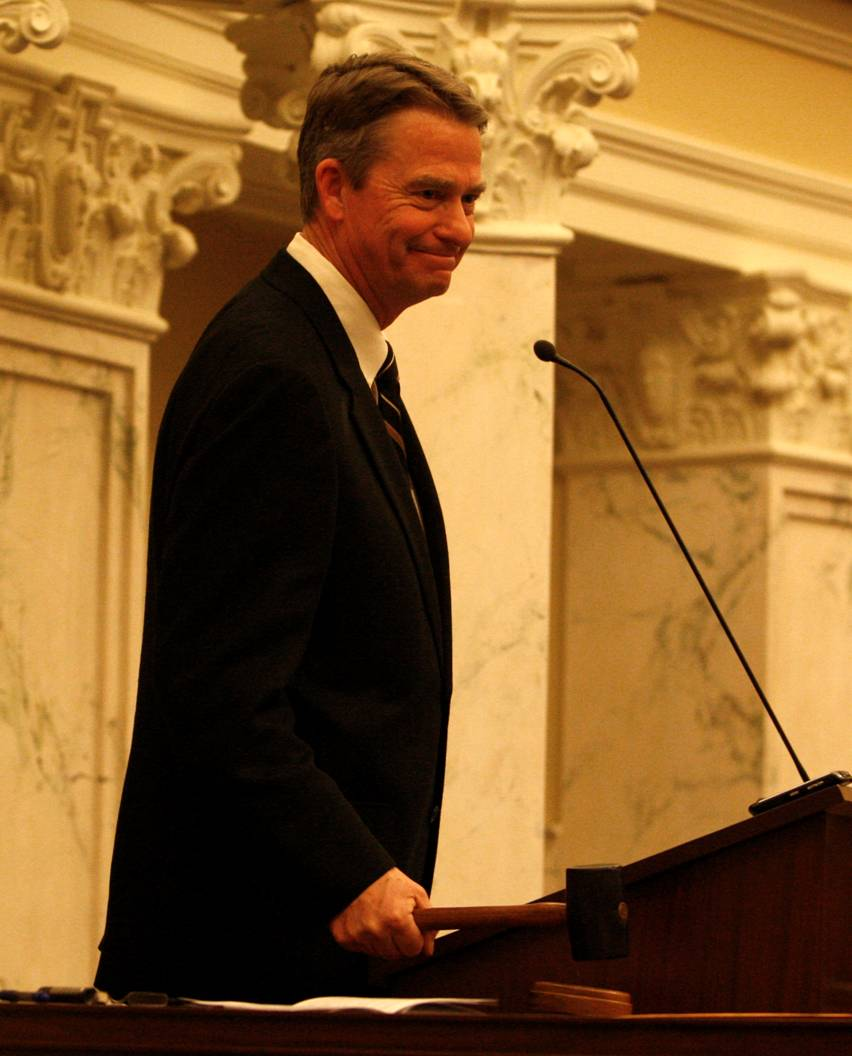
アイダホ州上院議長を務めるリトル（2011年）

#### 任命、当選、再選
2009年1月、当時のアイダホ州知事のブッチ・オッターは、2008年に副知事ジム・リッシュが連邦上院議員に選出されたことで生じた空席を埋めるためにリトルを副知事に任命した。2009年1月6日にリトルはオッター知事のもとで宣誓し、1月12日にアイダホ州上院議会が招集された際に全会一致で承認された。
2010年にリトルは予備選挙で対立候補2人を破り、本選挙で民主党と憲法党の対立候補2人を破って副知事に選出された。リトルは2014年に再選された。

#### 経済開発と貿易使節団
リトルは副知事として経済開発に注力し、2013年にはエネルギーバーの製造業者であるクリフバーがアイダホ州に新工場を設置するように働きかけた。
リトルはまた、いくつかの貿易使節団に参加し、その指揮を執った。2010年にはスペインのバスク州との友好使節団を率い、バスク政府のパチ・ロペス首相と会談した。この会談でリトルとロペスは、「アイダホとバスクの企業に対し、研究、販売、共同プログラムでの協力を容易にするためのリソースやサービスを提供」目的のバスク経済開発事務所をボイシに設立することに合意した。リトルはその後、スペイン国外で最大のバスク人コミュニティを持つアイダホ州とバスク州の友好と文化的親和性を確認する、エウスカディ＝アイダホ友好協定（Euskadi-Idaho Friendship Agreement）に署名した。
2011年にリトルは、アイダホ州の貿易代表団員としてメキシコとブラジルを訪れた。貿易使節団の後、リトルは「両国でアイダホ州の製品とサービスに対する大きな関心と機会があることがわかった。（中略）この旅は、重要な貿易関係を強化し、アイダホ州の企業にとっての新たな顧客を確立した」と述べた。アイダホ州商務省は、この使節団によって3000万ドル以上の売り上げに繋がったと見積もっている。

#### 立法
2014年の会期でリトルは、反「パテント・トロール」法案である上院法案1354号を支援した。この法案は、法外なライセンス料を徴収する目的の不正な、あるいは「悪意ある特許侵害の主張」から企業を保護するという趣旨である。

### アイダホ州知事 (2019年-現在)

#### 2018年選挙
2016年6月、リトルは2018年アイダホ州知事選挙への立候補を表明した。彼は知事に就任した際にはアイダホ国立研究所を最優先課題とすると述べた。
リトルは現職知事のオッター、元知事のダーク・ケンプソーンとフィル・バット、連邦上院議員のジム・リッシュからの支持を得た。

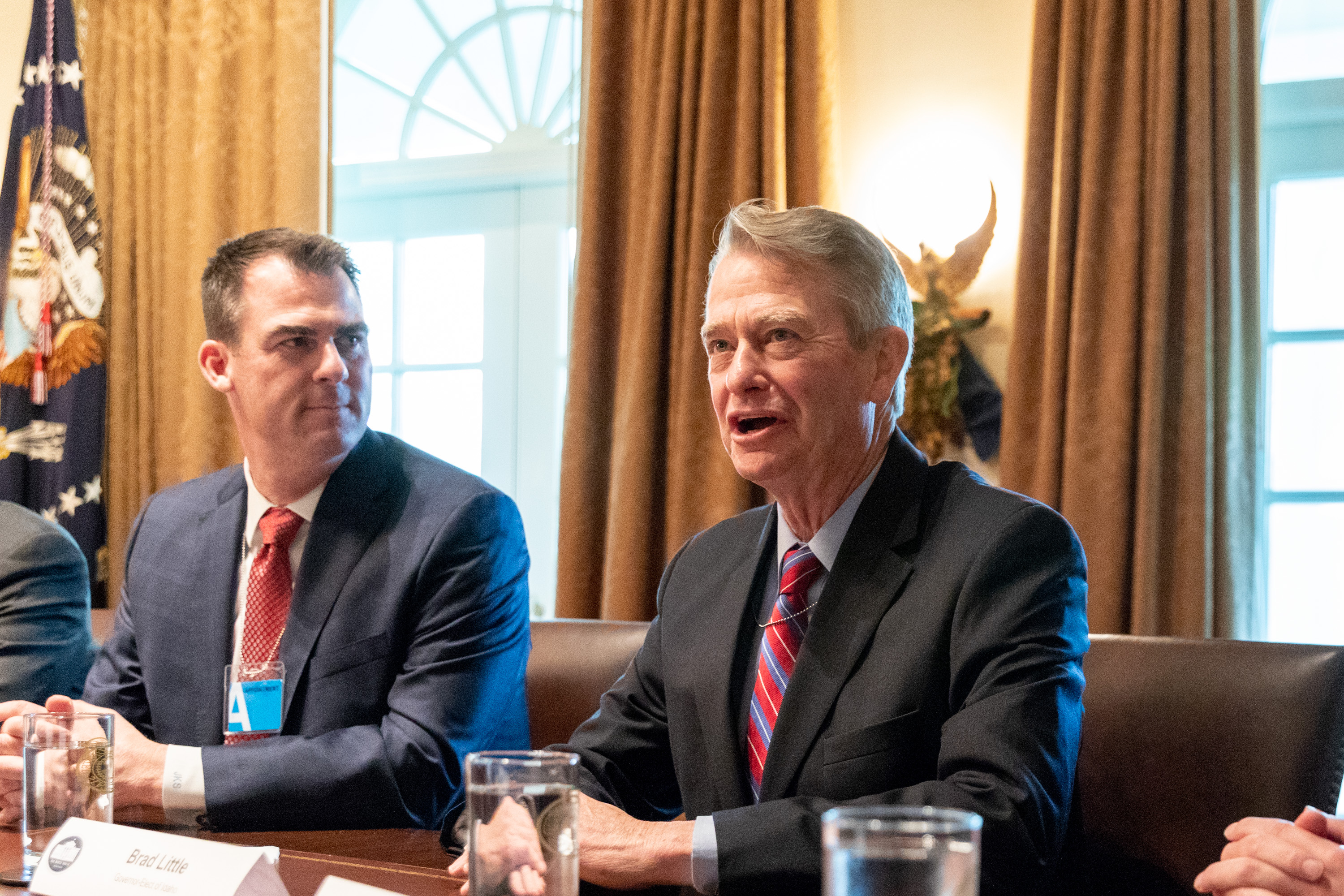
ホワイトハウスでのドナルド・トランプ大統領、マイク・ペンス副大統領、その他の次期州知事らとの会談で発言するリトル。

選挙運動中、リトルは州所得税の段階的な3億5000万ドルの減税とアイダホ州食糧品税の廃止を主張した。
リトルはアイダホ共和党予備選挙で連邦下院議員のラウル・ラブラドールと実業家のトミー・アールクィストを得票率37.3%で破った。11月の本選挙では、民主党候補で州下院議員のポーレット・ジョーダンに13万票以上の差をつけて当選した。

#### 2022年選挙
2022年3月、リトルはその先月に立候補を表明していたことに伴い、2期目の立候補届を提出した。リトルは5月に共和党予備選挙で現職副知事のジャニス・マクギーチンを破り、党指名を獲得した。
民主党の指名候補はスティーヴン・ハイトであった。また、反政府活動家のアモン・バンディが無所属として立候補した。11月8日の本選挙では、ブレナン郡以外の全ての郡でリトルが勝利し、再選を果たした。

#### 在任期間
2020年3月、リトルはトランスジェンダーの人々に関する2つの法案に署名したことで注目を集めた。1つ目は、トランスジェンダーの女性が身体的に不当に有利になる可能性があるとして、女性スポーツへの参加を禁止するというものである。2つ目の州下院法案509号は、トランスジェンダーが出生証明書の性別を禁止するというものである。
2021年、リトルは住民投票の署名要件を引き上げる法案に署名した。同年、リトルはアイダホ州のオオカミ保護管理計画で最低個体数を150頭と定め、州内の推定1500頭のオオカミのうち90%までの狩猟を許可する法案にも署名した。この法案は、アイダホ州の牧場関係者や狩猟・漁業コミュニティの多くからの支持を得たが、環境保護団体からは強く反対された。

## 政治的立場

### 人工妊娠中絶
2021年4月下旬、リトルは州下院法案366号に署名し、強姦・近親相姦被害者や医療上の緊急事態の場合を例外として、妊娠約6週間以降の中絶を事実上禁止した。彼はまた、「私たちは胎児の命を守る努力を決して緩めるべきではない」、「アイダホ州では毎年何百、何千という赤ん坊が中絶によって命を失っており、これは絶対的な悲劇である」と述べた。
2022年3月、リトルはテキサス州ハートビート法に倣い、妊娠約6週間以降の中絶を禁止する州上院法案1309号に署名した。この法案は、強姦・近親相姦被害者や医療上の緊急事態を例外とした。その後、アイダホ州最高裁判所はこの法を一時的に阻止した。
2023年4月、リトルは州下院法案242号に署名し、親の明確な同意なく未成年者を中絶のために州境を越えて「勧誘し、かくまい、輸送」することを禁止した。これと同時に、未成年者のために中絶薬を入手することも違法としている。「中絶トラフィッキング」で有罪判決を受けた場合、2年から5年の禁錮刑となる。これは、中絶合法州へ移動して中絶手術を受ける人々を起訴可能とした初の中絶反対法案である。

### 銃規制
リトルは銃規制に反対している。2021年5月には、ジョー・バイデン大統領による銃規制に対抗し、半ダースほどの大統領令を阻止する法案に署名した。リトルは憲法修正第2条の権利に関する記録についてNRA政治勝利基金からA+の評価を下され、2022年の選挙で支持を受けた。

### LGBTの権利
2020年3月、リトルは州下院法案500号と下院法案509号にそれぞれ署名した。これらの法案は、性自認を女性とするトランスジェンダーが出生時の性別と一致しない運動チームで競技することを禁じ、トランスジェンダーが出生証明書の性別マークを変更することを禁じるというものである。
2023年4月、リトルは州下院法案71号に署名し、同年より18歳未満の者に思春期ブロッカー、ホルモン療法、性別適合手術を処置することを禁じた。この法律に違反した医師は最高で10年の禁錮刑に処される。これは、既に思春期ブロッカーを服用したりホルモン治療を受けている未成年者についても例外が認められていない。

### 大麻
2019年1月のインタビューでリトルは、娯楽用大麻の合法化に反対を表明した。また彼は、患者のための医療用大麻の合法化について懐疑的な姿勢を示していた。
2019年4月、大麻合法化について質問を受けたリトルは、「アイダホ市民たちが合法大麻を望んでいるとしたら、彼らは間違った男を知事に選んだのだ」と述べた。大麻合法化を提唱する団体であるNORMLは、リトルの大麻取締法改革に関する政策にF評価を下した。
2021年2月、リトルは カンナビジオール（CBD）製品のTHCの法的規制値を0%から0.1%に引き上げる州上院法案1017号に署名した。この法律は2021年7月1日に施行された。
2021年4月、リトルはアイダホ州においてTHC含有量が最大0.3%までの麻の栽培と輸送を合法化し、これにより国内では最も遅い合法化となったが、一方でこれはいかなる量のTHCを含む麻製品の販売を禁止するものでもある。

### 死刑
2023年3月、死刑支持者であるリトルは州下院法案186号に署名し、致死注射が利用できない場合の代替執行方法として銃殺刑を追加した。アイダホ州はこのような法案を可決した5番目の州である。

## 選挙戦歴

### アイダホ州上院議員選挙
| 政党 | 政党   | 候補者                  | 得票数 | 得票率 (%) |
| ---- | ------ | ----------------------- | ------ | ---------- |
|      | 共和党 | ブラッド・リトル (現職) | 3,865  | 72.1       |
|      | 共和党 | マイク・プルリン        | 1,498  | 27.9       |

| 政党 | 政党   | 候補者                  | 得票数 | 得票率 (%) |
| ---- | ------ | ----------------------- | ------ | ---------- |
|      | 共和党 | ブラッド・リトル (現職) | 8,478  | 76.2       |
|      | 無所属 | ジョン・スタインバッハ  | 2,646  | 23.8       |

| 政党 | 政党   | 候補者                  | 得票数 | 得票率 (%) |
| ---- | ------ | ----------------------- | ------ | ---------- |
|      | 共和党 | ブラッド・リトル (現職) | 3,402  | 65.00      |
|      | 共和党 | スティーヴン・セイン    | 1,398  | 26.71      |
|      | 共和党 | ウォルター・ベイズ      | 434    | 8.29       |

| 政党 | 政党   | 候補者                  | 得票数 | 得票率 (%) |
| ---- | ------ | ----------------------- | ------ | ---------- |
|      | 共和党 | ブラッド・リトル (現職) | 13,533 | 100.00     |

| 政党 | 政党   | 候補者                   | 得票数 | 得票率 (%) |
| ---- | ------ | ------------------------ | ------ | ---------- |
|      | 共和党 | ブラッド・リトル (現職)  | 10,090 | 77.05      |
|      | 憲法党 | ジャレッド・イーストリー | 3,006  | 22.95      |

| 政党 | 政党   | 候補者                               | 得票数 | 得票率 (%) |
| ---- | ------ | ------------------------------------ | ------ | ---------- |
|      | 共和党 | ブラッド・リトル (現職)              | 14,870 | 77.5       |
|      | 無所属 | キルステン・フェイス・リチャードソン | 4,309  | 22.5       |

### アイダホ州副知事選挙
| 政党 | 政党   | 候補者                       | 得票数 | 得票率 (%) |
| ---- | ------ | ---------------------------- | ------ | ---------- |
|      | 共和党 | ブラッド・リトル             | 95,758 | 67.6       |
|      | 共和党 | ジョシュア・ブレシンジャー   | 26,808 | 18.9       |
|      | 共和党 | スティーヴン・ダナ・パンキー | 19,096 | 13.5       |

| 政党 | 政党   | 候補者             | 得票数  | 得票率 (%) |
| ---- | ------ | ------------------ | ------- | ---------- |
|      | 共和党 | ブラッド・リトル   | 299,979 | 67.8       |
|      | 民主党 | エルドン・ウォレス | 120,174 | 27.2       |
|      | 憲法党 | ポール・ヴェナブル | 22,007  | 5.0        |

| 政党 | 政党   | 候補者                  | 得票数 | 得票率 (%) |
| ---- | ------ | ----------------------- | ------ | ---------- |
|      | 共和党 | ブラッド・リトル (現職) | 96,780 | 66.8       |
|      | 共和党 | ジム・シュメリク        | 48,099 | 33.2       |

| 政党 | 政党   | 候補者                   | 得票数  | 得票率 (%) |
| ---- | ------ | ------------------------ | ------- | ---------- |
|      | 共和党 | ブラッド・リトル (現職)  | 271,268 | 62.8       |
|      | 民主党 | バート・マーリー         | 141,917 | 32.9       |
|      | 憲法党 | デヴィッド・ハーティガン | 18,705  | 4.3        |

### アイダホ州知事選挙
| 政党     | 政党     | 候補者                 | 得票数  | 得票率 (%) |
| -------- | -------- | ---------------------- | ------- | ---------- |
|          | 共和党   | ブラッド・リトル       | 72,518  | 37.3       |
|          | 共和党   | ラウル・ラブラドール   | 63,460  | 32.6       |
|          | 共和党   | トミー・アールクィスト | 50,977  | 26.2       |
|          | 共和党   | リサ・マリー           | 3,390   | 1.7        |
|          | 共和党   | スティーヴ・パンキー   | 2,701   | 1.4        |
|          | 共和党   | ハーレー・ブラウン     | 874     | 0.4        |
|          | 共和党   | ダルトン・カンナディ   | 528     | 0.3        |
| 総得票数 | 総得票数 | 総得票数               | 194,448 | 100.0      |

| 政党     | 政党           | 候補者                      | 得票数  | 得票率 (%) |
| -------- | -------------- | --------------------------- | ------- | ---------- |
|          | 共和党         | ブラッド・リトル            | 361,661 | 59.76      |
|          | 民主党         | ポーレット・ジョーダン      | 231,081 | 38.19      |
|          | リバタリアン党 | ベヴ・"エンジェル"・ブック  | 6,551   | 1.08       |
|          | 憲法党         | ウォルター・L・ベイズ       | 5,787   | 0.96       |
|          | 無所属         | リサ・マリー (書き込み投票) | 51      | 0.0        |
| 総得票数 | 総得票数       | 総得票数                    | 605,131 | 100.00     |
|          | 共和党が維持   |                             |         |            |

| 政党     | 政党     | 候補者                     | 得票数  | 得票率 (%) |
| -------- | -------- | -------------------------- | ------- | ---------- |
|          | 共和党   | ブラッド・リトル (現職)    | 148,831 | 52.8       |
|          | 共和党   | ジャニス・マクギーチン     | 90,854  | 32.2       |
|          | 共和党   | エド・ハンフリーズ         | 30,877  | 11.0       |
|          | 共和党   | スティーヴ・ブラッドショー | 5,470   | 1.9        |
|          | 共和党   | アシュリー・ジャクソン     | 3,172   | 1.1        |
|          | 共和党   | リサ・マリー               | 1,119   | 0.4        |
|          | 共和党   | ベン・カナディ             | 804     | 0.3        |
|          | 共和党   | コーディ・ウサベル         | 680     | 0.2        |
| 総得票数 | 総得票数 | 総得票数                   | 281,807 | 100.0      |

| 政党     | 政党           | 候補者                         | 得票数  | 得票率 (%) |
| -------- | -------------- | ------------------------------ | ------- | ---------- |
|          | 共和党         | ブラッド・リトル (現職)        | 358,598 | 60.52      |
|          | 民主党         | スティーヴン・ハイト           | 120,160 | 20.28      |
|          | 無所属         | アモン・バンディ               | 101,835 | 17.19      |
|          | リバタリアン党 | ポール・サンド                 | 6,714   | 1.13       |
|          | 憲法党         | シャロンティローズ・デヴィソン | 5,250   | 0.89       |
| 総得票数 | 総得票数       | 総得票数                       | 592,557 | 100.00     |
|          | 共和党が維持   |                                |         |            |

## 私生活
リトルは1978年にワイザーのテレサ・スーレンと結婚し、夫婦には息子が2人、孫が6人いる。